# سوننبرگ
سوننبرگ (به آلمانی: Sonnenberg) یک شهر در آلمان است که در اوبرهافل واقع شده‌است. سوننبرگ ۹۲۵ نفر جمعیت دارد.